# Yurii Nesterov
Pour les articles homonymes, voir Nesterov.
Yurii Nesterov (né à Moscou, le 25 janvier 1956) est un mathématicien belge d'origine russe, spécialiste de renommée internationale en optimisation convexe plus particulièrement dans le développement et l'analyse d'algorithmes efficaces d'optimisation numérique. Il est actuellement professeur ordinaire à l'Université catholique de Louvain (UCL).

## Biographie
En 1977, Yurii Nesterov obtient son diplôme de mathématiques appliquées à l'Université d'État de Moscou. En 1984, il devient docteur en mathématique de l'Institut des sciences du contrôle. De 1977 à 1992, il est chercheur à l'Institut central économico-mathématique de l'Académie des sciences de Russie. Parti de Moscou pour faire un post-doctorat à Genève, il arrive en Belgique en 1993. Depuis lors, il travaille à l'UCL, plus précisément au département d'ingénierie mathématique de l'École polytechnique de Louvain et au Center for Operations Research and Econometrics.

## Distinctions
- 2016 : EURO Gold Medal de l'Association of European Operational Research Societies(EURO)
- 2009 : Prix de théorie John von Neumann[2]
- 2000 : Prix George Dantzig de la Mathematical Optimization Society et la Society for Industrial and Applied Mathematics

## Publications
- (en) Yurii Nesterov et Arkadii Nemirovskii, Interior-point polynomial algorithms in convex programming, Philadelphie, Society for industrial and applied mathematics, coll. « SIAM studies in applied mathematics / 13 », 1994, 415 p. (ISBN 0-89871-319-6)
- (en) Yurii Nesterov, Introductory lectures on convex optimization : A basic course, Boston, Kluwer Academic Publishers, coll. « Applied optimization / 87 », 2004, 236 p. (ISBN 978-1-4020-7553-7, lire en ligne)